# Magdalena Trujillo Barragán
Magdalena Trujillo Barragán  fue la primera mujer en recibir un doctorado en ingeniería mecánica por la UNAM. Además, en 1995 fundó el Laboratorio de procesamientos de plásticos en dicha universidad, y se especializó en el área manufacturera. Estudió en la Facultad de Ingeniería de la UNAM. Es investigadora de la Unidad de Alta Tecnología en el plantel de la misma institución en Juriquilla. En 2022 recibió la medalla Sor Juana Inés de la Cruz, otorgado por la UNAM.

## Estudios
Estudió Ingeniería Mecánica-Eléctrica en la Facultad de Ingeniería de la UNAM, pese a que era una carrera donde predominaban los hombres. Motivada por la maestra Sara Serrut, concursó por una plaza de docencia en la misma facultad. En 1988 empezó a dar clases como profesora de tiempo completo.
Tiene una maestría en Ingeniería Mecánica, en el área de diseño y manufactura. Durante su posgrado realizó estancias en la Universidad de Gante (Bélgica, 1995), y la Universidad de Loughborough (Inglaterra, 1998). Fue la primera mujer en obtener un doctorado en manufactura por la UNAM.
En 2016 fue la primera mujer en ocupar la presidencia de la Sociedad Mexicana de Ingeniería Mecánica, en la cual ha sido vocal de difusión (2004-2006), secretaria (2008-2012) y vicepresidenta del área de Materiales y Manufactura (2012-2014). Forma parte de la Junta de Honor.

### Investigaciones
- Ha participado en proyectos, como la fabricación de prótesis robóticas, utilizando silicona, látex flexible o PVC rígido.[4]

- Propuso el uso de poliácido láctico material para los pendones de propaganda política porque es material biodegradable. En cambio, el bicapa, plástico, papel ahulado tardan en degradar y generan toneladas de basura.[5]
- Creó una metodología para determinar esfuerzos de diseño con bambú, material que se puede incorporar a la construcción habitacional.[6]
- Participa con académicos de la Facultad de Ingeniería UNAM campus CU y Juriquilla y un biólogo de Ecuador en el área de materiales, de proceso, de manufactura en la investigación para aprovechar el sargazo, fabricando una lámpara tipo led para invernaderos, cuya carcasa será a base de polímeros y de fibras de sargazo.[7]